# Kościół Il Santissimo Nome di Maria e degli Angeli Custodi
Kościół Il Santissimo Nome di Maria e degli Angeli Custodi (pol. kościół Najświętszego Imienia Maryi i Aniołów Stróżów), zwany popularnie chiesa delle Scuole Pie (pol. „kościołem szkół pobożnych”) – rzymskokatolicki kościół w Genui, będący kościołem rektorskim w parafii San Lorenzo, należącej do dekanatu Centro Est w Archidiecezji Genui.

## Historia
W 1623 roku przybyli z Savony do Genui pijarzy, aby założyć nową szkołę dla chłopców. Budowę kościoła rozpoczęto w 1708 roku przy wsparciu finansowym szlachcica Domenica Ignazia Marii Sauli. Prace nadzorował Giacomo Ricca, przyrodni brat architekta Giovanniego Antonia, który prawdopodobnie sporządził projekt. Prace budowlane napotykały na trudności z powodu gęstości miejskiej zabudowy w tym miejscu, a także z powodu sporów z właścicielami sąsiednich budynków. Budowa dobiegła końca w 1713 roku. Kościołowi nadano formę pojedynczej, wydłużonej sali na planie ośmiokąta, z kolegium w górnej części, przeznaczonym dla uczniów. W osi poprzecznej umieszczono niewielkie kaplice boczne.
W 1980 roku z pozbawionego dozoru kościoła skradziono dwa płótna: Św. Józefa Kalasantego, pędzla Jacopa Cestara i Anioła Stróża, pędzla Gian Paola Oderica, umieszczone w bocznych ołtarzach. Na ich miejscu umieszczono dwie zielone draperie, ale Urząd Konserwatorski Ligurii (Soprintendenza dei Beni Architettonici della Liguria) postanowił zlecić studentom miejscowej Akademii Sztuk Pięknych wykonanie kopii tych obrazów (na podstawie zachowanych fotografii) pod nadzorem malarza Raimonda Sirottiego.
W latach 1995–2001 pod nadzorem Urzędu Konserwatorskiego Ligurii odrestaurowano wnętrze kościoła, montując przy tej okazji system oświetleniowy dla podkreślenia urody artystycznej odnowionych dzieł sztuki.

## Architektura
Plac Scuole Pie (z widokiem na kościół) stanowił część Vico del Filo, dawnej trasy, którą podążały procesje od morza do katedry św. Wawrzyńca. Kościół pijarów jest jednym z najciekawszych przykładów architektury późnego genueńskiego baroku, w którym połączono architekturę z dekoracją, by uwypuklić rolę Najświętszej Maryi Panny w historii zbawienia. Fasada kościoła jest podzielona poziomo na trzy kondygnacje, oddzielone od siebie entablaturą. Dwie pierwsze kondygnacje są rozczłonkowane dwoma rzędami pilastrów. Pierwsza kondygnacja, w której znajduje się portal z trójkątnym tympanonem, jest zwieńczona centralnym, wspartym na półkolumnach, zaokrąglonym naczółkiem, nad którym znajduje się duże okno, oświetlające wnętrze kościoła. Na trzeciej kondygnacji znajdują się okna kolegium oraz trójkątny tympanon, wieńczący drugą kondygnację.

## Wnętrze
Wystrój wnętrza nawiązuje do kultu maryjnego. W ołtarzu głównym znajduje się rzeźba Matka Boża Nauczycielka dłuta Francesca Marii Fanellego, wsparta na unoszących się aniołach autorstwa genueńskiego artysty Francesca Marii Schiaffina. Na sklepieniu prezbiterium widnieje fresk Uwielbienie Imienia Maryi autorstwa Giuseppe Galeottiego i kwadraturzysty Andrei Leonciniego. Efekt kwadratury został tu wykorzystany dla iluzyjnego powiększenia istniejącej przestrzeni i zaakcentowania przedstawionej sceny. Autorstwa Galeottiego jest również zdobiący sklepienie nawy fresk Chwała Najświętszej Maryi Panny ze św. Józefem Kalasantym oraz obrazy przedstawiające czterech Doktorów Kościoła, umieszczone na ścianach bocznych. Wystroju dopełnia 9 płaskorzeźb z marmuru, zrealizowanych przez Francesca Marię Schiaffina. Ich tematem są sceny z życia Maryi, w tym: Nawiedzenie, Zwiastowanie, Zesłanie Ducha Świętego i Wniebowzięcie. Cykl należy do najważniejszych dzieł tego artysty. Został ukończony przez jego ucznia, Carla Cacciatori. Autorem ostatniej sceny, Ucieczka do Egiptu, a przypuszczalnie i innej, Zaślubiny Marii z Józefem był inny z jego uczniów, Nicolò Traverso.